# Damazan
Damazan är en kommun i departementet Lot-et-Garonne i regionen Nouvelle-Aquitaine i sydvästra Frankrike. Kommunen ligger i kantonen Damazan som tillhör arrondissementet Nérac. År 2022 hade Damazan 1 353 invånare.

## Befolkningsutveckling
Antalet invånare i kommunen Damazan
| Referens: INSEE |